# إيواو ايزاوا
إيواو ايزاوا هو عداء سريع ياباني، (و. 1906 – أكتوبر 1945 م).

## وصلات خارجية
- إيواو ايزاوا على موقع أوليمبيديا (الإنجليزية)